# A Long Way Down (film)
A Long Way Down is een Britse zwarte comediefilm uit 2014, geregisseerd door Pascal Chaumeil, gebaseerd op de roman A Long Way Down (Nederlandse titel: De lange weg naar beneden) van de Britse schrijver Nick Hornby. De hoofdrollen worden gespeeld door Toni Collette, Pierce Brosnan, Aaron Paul en Imogen Poots.

## Verhaal
Martin Sharp (Brosnan) overweegt zelfmoord te plegen op oudejaarsavond op het dak van het Toppers-gebouw, hoog boven de straten van Londen. Hij wordt daarbij onderbroken door een vrouw, Maureen (Collette), die dezelfde lotsbestemming in gedachten heeft. Ze biedt schuchter aan haar beurt af te wachten, maar dan dagen nog twee vreemdelingen met soortgelijke plannen op: de jonge vrouw Jess (Poots) en de pizzabezorger J.J. (Paul).
Sharp wordt herkend door de anderen, doordat hij ooit een populaire televisiepersoonlijkheid was, voordat hij naar de gevangenis moest vanwege een relatie met een meisje dat 15 jaar oud bleek te zijn. Na wat gepraat te hebben, sluiten de vier vreemdelingen een overeenkomst: ze beloven om op zijn minst tot Valentijnsdag te wachten met zichzelf van het leven te beroven.

## Rolverdeling
- Toni Collette – Maureen Thompson
- Pierce Brosnan – Martin Sharp
- Aaron Paul – J.J. Maguire
- Imogen Poots – Jess Crichton
- Rosamund Pike – Penny
- Sam Neill – de vader van Jess
- Tuppence Middleton – Kathy Miller
- Joe Cole – Chas Johnson
- Josef Altin – Matty